# 1899
Прекрасна епоха • Промислова революція •  Колоніальні імперії •  Національно-визвольні рухи • Робітничий рух

## Геополітична ситуація
У Російській імперії царює імператор Микола II (до 1917). Росії належить більша частина України, значна частина Польщі, Бессарабія, Закавказзя, Фінляндія, Бухарське ханство, Хівинське ханство. Україну розділено між двома державами — Королівство Галичини та Володимирії належить Австро-Угорщині, Правобережжя, Лівобережжя та Крим — Російській імперії.
В Османській імперії править султан Абдул-Гамід II (до 1909). Під владою османів перебувають Близький Схід, Середземноморське узбережжя Північної Африки частина Балкан, автономна Болгарія.
В Австро-Угорщині володарює Франц-Йосиф I (до 1916). Імперія охоплює, крім австрійських та угорських земель, Хорватію, Трансильванію, Богемію та Галичину. В Німецькій імперії править Вільгельм II (до 1918). Німецька імперія має колонії в Африці та в Тихому океані.
Третя французька республіка має колонії в Алжирі, Карибському басейні, Південній Америці в Індокитаї. Королівство Іспанія очолює Альфонс XIII (до 1931). У Португалії править Карлуш I (до 1908). Португалія має володіння в Африці, Індії, Індійському океані й Індонезії.
У Великій Британії триває Вікторіанська епоха — править королева Вікторія (до 1901). Британська імперія має колонії в Північній Америці, на Карибах, в Африці, в Тихоокеанії та в Індостані. Королівство Нідерланди очолює королева Вільгельміна (до 1948). Король Данії та Норвегії — Кристіан IX (до 1906), Оскар II сидить на шведському троні (до 1907), на троні Королівства Італія — Умберто I (до 1900).
Вільям Мак-Кінлі обіймає посаду президента США. Територію на півночі північноамериканського континенту займає Канадська конфедерація (домініон Великої Британії), територія на півдні континенту належить Мексиці.
В Ірані при владі Каджари. Владу над Індостаном та Бірмою утримує Британська корона, над В'єтнамом, Лаосом і Камбоджею — Франція. У Сіамі править династія Чакрі. У Китаї володарює Династія Цін. У Японії триває період Мейдзі. На Корейському півострові владарює Корейська імперія.

## Події

### В Україні
- Утворилися Українська національно-демократична партія та Українська соціал-демократична партія.
- Побудовано залізниці Микитівка — Попасна та Доля — Караванна — Мушкетове.
- Організовано Київський історичний музей.
- У Львові засновано Українсько-руську видавничу спілку.
- Леся Українка опублікувала збірку «Думи і мрії».

### У світовій політиці

#### Січень— червень
- 1 січня іспанське панування на Кубі закінчилося.
- 2 січня на кордоні між Болівією та Бразилією виникла Республіка Акрі.
- 19 січня утворено Англо-Єгипетський Судан.
- 23 січня Еміліо Агінальдо став президентом Філіппінської республіки.
- 4 лютого почалася філіппінсько-американська війна.
- 13 лютого спалахнула громадянська війна у Венесуелі.
- 15 лютого російський імператор видав лютневий маніфест, обмежуючи права Фінляндії.
- 18 лютого Еміля Лубе обрано новим президентом Франції.
- 4 квітня Куба розпустила армію і прийняла суверенітет США.
- 12 квітня у Болівії стався державний переворот — президента Северо Фернандеса відсторонили від влади.
- 18 травня відбулася Перша гаазька мирна конференція.
- 3 червня касаційний суд у Франції постановив переглянути справу Дрейфуса.
- 20 червня утворилася права організація Французька дія.
- 22 червня прем'єр-міністром Франції став П'єр Марі Вальдек-Руссо.

#### Липень— грудень
- 26 липня вбито президента-диктатора Домініканської республіки Улісеса Еро.
- 29 липня підписано першу Гаазьку конвенцію.
- 9 вересня повторний судовий процес над Альфредом Дрейфусом знову визнав його винним у державній зраді.
- 19 вересня військовий міністр Франції помилував Дрейфуса.
- 11 жовтня почалася Друга англо-бурська війна.
- 17 жовтня в Колумбії спалахнула Тисячоденна війна.
- 13 листопада філіппінські бійці за незалежність розпустили армію і перейшли до тактики партизанської війни з американцями.
- 17 листопада встановлено військово-морську базу США Перл-Гарбор на Гаваях.
- 2 грудня закінчилася Друга самоанська війна, острови розділи на американську та німецьку частини.
- 10 грудня Собуза II став верховним вождем Свазіленду. Його правління тривало 82 роки.

### У суспільному житті
- Засновано
  - Компанію виробника алкогольних напоїв Suntory у Японії.
  - Національний парк Маунт-Рейнір у США.
  - Міжнародну раду медичних сестер у Лондоні.
  - Автомобільну компанію Fiat в Італії.
  - Автомобільну компанію Packard у США.
  - Електричну компанію NEC в Японії.
  - Північноаризонський університет у США.
- В Англії вперше водій автомобіля загинув в автокатастрофі.
- Уперше для передачі сигналу лиха використано радіотелеграф.
- Італійська свята Джемма Гальгані отримала стигмати.
- Почалася Шоста холерна пандемія.
- 8 серпня американець Альберт Маршалл запатентував холодильник.

### У науці
- Андре-Луї Деб'єрн відкрив хімічний елемент Актиній.
- Засноване Американське фізичне товариство
- Елі Картан запровадив поняття зовнішньої похідної.
- Давид Гільберт запропонував свою аксіоматику евклідової геометрії.
- Ернест Резерфорд відкрив два види радіації — альфа-промені та бета-промені.

### У мистецтві
- Редьярд Кіплінг надрукував вірш «Тягар білої людини».
- Опубліковано журнальний варіант роману Джозефа Конрада «Серце темряви».
- Арнольд Шенберг скомпонував струнний секстет «Просвітлена ніч».
- Відбулася прем'єра опери Антоніна Дворжака «Чорт і Кача»
- Микола Пимоненко написав картину «Жертва фанатизму».
- Відкрився Норвезький національний театр.

### У спорті
- Засновано футбольні команди Олімпік (Марсель), Айнтрахт (Франкфурт-на-Майні), Вердер (Бремен), Рапід (Відень), Ференцварош, Мілан (футбольний клуб), Барселона (футбольний клуб), Насьйональ (Монтевідео).
- У США дебютував тенісний турнір Cincinnati Open.
- Збірна Австралії з регбі провела свій перший матч, здолавши команду Британських островів з рахунком 13-3.

## Народились
Дивись також Категорія:Народились 1899
- 25 січня — Гамфрі Боґарт, американський актор
- 25 січня — Сліпі Джон Естес (справжнє ім'я Джон Адам Естес), американський блюзовий музикант (пом. 1977).
- 27 січня — Жуан Ребуль, іспанський скульптор.
- 8 лютого — Лонні Джонсон (справжнє ім'я Алонсо Джонсон), американський блюзовий музикант (пом. 1970).
- 13 березня — Купцов Василь Васильович, радянський живописець, графік
- 29 березня — Берія Лаврентій Павлович, радянський партійний і державний діяч
- 12 квітня — Седляр Василь Теофанович, український маляр-монументаліст, графік, педагог, належав до творчої групи «бойчукістів».
- 23 квітня — Набоков Владімір, американський письменник російського походження
- 29 квітня — Дюк Еллінгтон (справжнє ім'я Едвард Кеннеді Еллінгтон), американський джазовий музикант, піаніст, композитор
- 8 травня — Фрідріх Аугуст фон Хаєк, британський економіст австрійського походження
- 10 травня — Фред Астер (Аустерліц), американський танцюрист, співак, актор
- 30 травня — Ірвінг Грант Тальберг, кінопродюсер
- 31 травня — Леонов Леонід Максимович, російський письменник
- 3 червня — Георг фон Бекеші, угорсько-американський фізик, лауреат Нобелівської премії з фізіології та медицини 1961 року
- 29 червня — Карлайл Сміт Білз, канадський астроном
- 11 червня — Ясунарі Кавабата, японський письменник
- 1 липня — Чарльз Лафтон, актор
- 21 липня — Ернест Гемінґуей, американський письменник
- 28 липня — Іван Сила, український борець, силач, артист цирку
- 5 серпня — Борис Антоненко-Давидович, український письменник
- 9 серпня — Памела Ліндон Треверс, англійська письменниця австралійського походження
- 13 серпня — Альфред Хічкок, англійський кінорежисер
- 24 серпня — Хорхе Луїс Борхес, аргентинський письменник
- 1 вересня — Платонов Андрій Платонович, російський письменник
- 18 вересня — Борис Володимирович Некрасов, російський хімік, від 1946 — член-кореспондент АН СРСР (пом. 1980).
- 6 грудня — Оглоблин Олександр, відомий український історик і археолог, один з творців державницького напрямку в українській історіографії

## Померли
Див. також Категорія:Померли 1899